# Llista d'obres de Ramon Llull
Aquesta llista d'obres de Ramon Llull pretén recopilar d'una forma sintètica aquelles obres escrites per Ramon Llull. L'obra de Ramon Llull és d'una enorme extensió i la seva catalogació i ordenació, és d'una gran complexitat, aquesta llista s'estableix amb criteris cronològics i es divideix entre les llengües romàniques i el llatí. De les primeres, la majoria són en català, però també s'han considerat aquelles de les que es documenten versions realitzades en vida de Llull, cosa que només passa amb poques obres versionades a l'occità i el francès. Pel que fa a la llengua àrab, amb la qual consta que Llull va escriure, no es conserva cap obra original.
| id  | id ca | Títol en català (occità i francès)                                                                              | id lt | Títol en llatí | Any         | Lloc                         | Comentari |
| --- | ----- | --- | ----- | --- | ----------- | ---------------------------- | --- |
| 1   | 1     | Lògica del Gatzell                                                                                              | 1     | Compendium logicae Algazelis                                                                                            | 1271-2 (?)  | Montpeller                   | Versió en àrab no conservada |
| 2   | 2     | Llibre de contemplació en Déu                                                                                   | 2     | Liber contemplationis                                                                                                   | 1271-4 (?)  |                              | Versió en àrab no conservada |
| 3   |       | L'art de trobar la veritat i compendiada                                                                        | 3     | Ars compendiosa inveniendi veritatem                                                                                    | 1274-ca.    | Mallorca                     | |
| 4   |       | | 4     | Lectura compendiosa super Artem inveniendi veritatem                                                                    | 1274-6 (?)  | Mallorca                     | |
| 5   |       | | 5     | Ars notatoria | 1274-6 (?)  |                              | |
| 6   | 3     | Llibre de demostracions                                                                                         |       | | 1274-6      |                              | |
| 7   | 4     | Llibre de l'orde de cavalleria                                                                                  |       | | 1274-6      |                              | |
| 8   | 5     | -Doctrina pueril -Livre de la Doctrine puerile (francès)                                                        | 6     | Liber de doctrina puerili                                                                                               | 1274-6      |                              | |
| 9   | 6     | Oracions e contemplacions de l'enteniment                                                                       | 7     | Liber de orationibus et contemplationibus intellectus                                                                   | 1274-6 (?)  |                              | |
| 10  | 7     | Llibre contra Anticrist                                                                                         | 8     | Liber contra Antichristum                                                                                               | 1274-6 (?)  |                              | |
| 11  | 8     | Llibre del gentil e dels tres savis                                                                             | 9     | Liber de gentili et tribus sapientibus                                                                                  | 1274-6 (?)  |                              | |
| 12  | 9     | Començaments de medicina                                                                                        | 10    | Liber principiorum medicinae                                                                                            | 1274-83     |                              | |
| 13  |       | | 11    | Liber principiorum philosophiae                                                                                         | 1274-83     |                              | |
| 14  |       | | 12    | Liber principiorum theologiae                                                                                           | 1274-83     |                              | |
| 15  |       | | 13    | Liber principiorum juris                                                                                                | 1274-83     |                              | |
| 16  |       | | 14    | Ars universalis | 1274-83     |                              | |
| 17  |       | | 15    | Liber de Sancto Spiritu                                                                                                 | 1278-81     |                              | |
| 18  | 10    | Llibre d'intenció                                                                                               | 16    | Liber de prima et secunda intentione                                                                                    | 1276-83     |                              | |
| 19  |       | | 17    | De adventu Messiae | 1276-83     |                              | |
| 20  | 11    | -Romanç d'Evast e Blaquerna -Romans de Evast e de Blaquerna (occità); -Romanz d'Evast et de Blaquerne (francès) | 18    | Liber de Evast et Blanquerna                                                                                            | 1276-83     | Montpeller                   | Inclou Llibre d'Amic e Amat i altres |
| 21  | 12    | Llibre dels àngels                                                                                              |       | | 1276-83 (?) |                              | |
| 22  | 13    | Lo pecat d'Adam                                                                                                 |       | | 1276-83 (?) |                              | |
| 23  |       | | 19    | Liber de petitionibus, principiis et solutionibus                                                                       | 1276-83     |                              | |
| 24  |       | | 20    | Liber de doctrina principum                                                                                             | 1279-83 (?) |                              | |
| 25  | 14    | Art demostrativa                                                                                                | 21    | Ars demonstrativa | 1283 ca.    | Montpeller                   | |
| 26  |       | | 22    | Liber de quattuordecim articulis catholicae fidei Romanae Ecclesiae ...                                                 | 1283-5 (?)  |                              | |
| 27  |       | | 23    | Ars inveniendi particularia in universalibus                                                                            | 1283-7 (?)  |                              | |
| 28  |       | | 24    | Liber propositionum secundum Artem demonstrativam compilatus                                                            | 1283-7 (?)  |                              | |
| 29  |       | | 25    | Introductoria Artis demonstrativae                                                                                      | 1283-5 (?)  |                              | |
| 30  |       | | 26    | Liber de quaestionibus per quem modus Artis demonstrativae patefit                                                      | 1283-7 (?)  |                              | |
| 31  |       | | 27    | Ars juris | 1285-7 (?)  |                              | |
| 32  |       | | 28    | Ars compendiosa medicinae                                                                                               | 1285-7 (?)  |                              | |
| 33  |       | | 29    | Lectura super figuras Artis demonstrativae                                                                              | 1285-7 (?)  | Montpeller                   | |
| 34  |       | | 30    | Liber chaos | 1285-7 (?)  |                              | |
| 35  | 15    | Regles introductòries a la pràctica de l'Art demostrativa                                                       | 31    | Regulae introductoriae in practicam Artis demonstrativae                                                                | 1283-5 (?)  |                              | |
| 36  |       | | 32    | Liber exponens figuram elementalem Artis demonstrativae                                                                 | 1285-7 (?)  |                              | |
| 37  |       | | 33    | Liber super Psalmum "Quicumque vult"                                                                                    | 1288        | París                        | |
| 38  |       | | 34    | Disputatio fidelis et infidelis                                                                                         | 1287-9      | París                        | |
| 39  |       | | 35    | Epistolae tres (ad Universitatem parisiensem, ad regem Franciae, ad quendam amicum)                                     | 1287-9      | París                        | |
| 40  | 16    | -Llibre de meravelles -Libre de meravelas (occità)                                                              |       | | 1287-9      | París                        | Inclou el Llibre de les bèsties |
| 41  |       | | 36    | Epistola dedicatoria ad ducem Venetorum                                                                                 | 1289        | París (?)                    | |
| 42  |       | | 37    | Compendium seu commentum Artis demonstrativae                                                                           | 1289        | París                        | |
| 43  |       | | 38    | Quaestiones per Artem demonstrativam seu inventivam solubiles                                                           | 1289        |                              | |
| 44  |       | | 39    | Tractatus de retentiva                                                                                                  | 1283-7 (?)  |                              | Perduda |
| 45  |       | | 40    | Tractatus de anima | 1285-9 (?)  | Montpeller (?)               | Perduda |
| 46  |       | | 41    | Ars inventiva veritatis                                                                                                 | 1290        | Montpeller                   | |
| 47  | 17    | Art amativa | 42    | Ars amativa boni | 1290        |                              | |
| 48  | 18    | Taula d'esta Art                                                                                                |       | | 1290        |                              | |
| 49  |       | | 43    | Quaestiones quas quaesivit quidam frater minor                                                                          | 1290        |                              | |
| 50  | 19    | Llibre de Santa Maria                                                                                           | 44    | Liber de sancta Maria                                                                                                   | 1290-2 (?)  |                              | |
| 51  | 20    | Hores de nostra dona                                                                                            |       | | 1290-3 (?)  |                              | |
| 52  | 21    | Plant de nostra dona santa Maria                                                                                |       | | 1290-3 (?)  |                              | |
| 53  | 22    | Cent noms de Déu                                                                                                |       | | 1292 (?)    | Roma                         | |
| 54  |       | | 45    | Liber de passagio | 1292        | Roma                         | |
| 55  |       | | 46    | Quomodo Terra Sancta recuperari potest                                                                                  | 1292        |                              | |
| 56  |       | | 47    | Tractatus de modo convertendi infideles                                                                                 | 1292        |                              | |
| 57  | 23    | Taula general                                                                                                   | 48    | Tabula generalis | 1293/94     | Tunis i Nàpols               | |
| 58  | 24    | Lo sisèn seny, lo qual apelam affatus                                                                           | 49    | Liber de sexto sensu | 1294        | Nàpols                       | |
| 59  | 25    | Flors d'amors e flors d'intel·ligència                                                                          |       | | 1294        | Nàpols                       | |
| 60  | 26    | Disputació de cinc savis                                                                                        | 50    | Disputatio quinque hominum sapientium                                                                                   | 1294        | Nàpols                       | |
| 61  | 27    | Petició de Ramon al papa Celestí V per a la conversió dels infidels                                             |       | | 1294        | Nàpols                       | |
| 62  | 28    | Arbre de filosofia desiderat                                                                                    | 51    | Arbor philosophiae desideratae                                                                                          | 1294        | Nàpols, Barcelona i Mallorca | |
| 63  |       | | 52    | De levitate et ponderositate elementorum                                                                                | 1294        | Nàpols                       | |
| 64  | 29    | Art de fer e solre qüestions                                                                                    | 53    | Ars ad faciendum et solvendum quaestiones                                                                               | 1294-5      | Nàpols i Roma                | |
| 65  |       | | 54    | Lectura compendiosa Tabulae generalis                                                                                   | 1295        | Roma                         | |
| 66  |       | | 55    | Lectura super tertiam Figuram Tabulae generalis                                                                         | 1294-6      |                              | |
| 67  |       | | 56    | Petitio Raymundi pro conversione infidelium ad Bonifacium VIII papam                                                    | 1295        | Roma                         | |
| 68  | 30    | Lo Desconhort                                                                                                   |       | | 1295        | Roma                         | |
| 69  | 31    | Arbre de ciència                                                                                                | 57    | Arbor scientiae | 1295/6      | Roma                         | |
| 70  |       | | 58    | Liber Apostrophe seu De articulis fidei                                                                                 | 1296        | Roma                         | |
| 71  | 32    | Llibre d'ànima racional                                                                                         | 59    | Liber de anima rationali                                                                                                | 1296 (?)    | Roma                         | |
| 72  | 33    | Proverbis de Ramon                                                                                              | 60    | Liber proverbiorum | 1296 (?)    | Roma                         | |
| 73  |       | | 61    | Liber de potentia, objecto et actu                                                                                      | 1296 (?)    | Roma                         | |
| 74  |       | | 62    | De contemplatione Raymundi                                                                                              | 1297        | París                        | |
| 75  | 34    | Tractat d'astronomia                                                                                            | 63    | Tractatus novus de astronomia                                                                                           | 1297        | París                        | |
| 76  |       | | 64    | Declaratio Raimundi per modum dialogi edita contra aliquorum philosophorum et eorum sequacium opiniones                 | 1298        | París                        | |
| 77  |       | | 65    | Investigatio generalium mixtionum secundum Artem generalem                                                              | 1298        | París                        | |
| 78  |       | | 66    | Disputatio eremitae et Raymundi super aliquibus dubiis omnibus quaestionibus Sententiarum Petri Lombardi                | 1298        | París                        | |
| 79  | 35    | Arbre de filosofia d'amor                                                                                       | 67    | Arbor philosophiae amoris                                                                                               | 1298        | París                        | Obra mística singular redactada a París que conté una novel·la d'amor a Déu, protagonitzada per l'Amic, de singular bellesa i força retòrica. |
| 80  |       | | 68    | Consolatio Venetorum et totius gentis desolatae                                                                         | 1298        | París                        | |
| 81  |       | | 69    | Ars compendiosa | 1299        | París                        | |
| 82  | 36    | De quadratura e triangulatura de cercle                                                                         | 70    | De quadratura et triangulatura circuli                                                                                  | 1299        | París                        | |
| 83  |       | | 71    | De arte electionis | 1299        | París                        | |
| 84  |       | | 72    | Liber de geometria nova et compendiosa                                                                                  | 1299        | París                        | |
| 85  |       | | 73    | Quaestiones Attrebatenses                                                                                               | 1299        | París                        | |
| 86  | 37    | Oracions de Ramon                                                                                               |       | | 1299        | Barcelona                    | |
| 87  | 38    | Dictat de Ramon i Coment del dictat                                                                             | 74    | Dictatum Raymundi i Dictati commentum                                                                                   | 1299        | Barcelona                    | |
| 88  |       | | 75    | Tractatus compendiosus de articulis fidei catholicae                                                                    | 1300        | Mallorca                     | |
| 89  | 39    | Començaments de filosofia                                                                                       | 76    | Principia philosophiae                                                                                                  | 1299/1300   | París i Mallorca             | |
| 90  | 40    | Cant de Ramon                                                                                                   |       | | 1300        | Mallorca                     | |
| 91  | 41    | Medicina de pecat                                                                                               |       | | 1300        | Mallorca                     | |
| 92  | 42    | Llibre de l'és de Déu                                                                                           | 77    | Liber de est Dei | 1300        | Mallorca                     | |
| 93  | 43    | Llibre de coneixença de Déu                                                                                     | 78    | Liber de cognitione Dei                                                                                                 | 1300        | Mallorca                     | |
| 94  | 44    | Llibre d'home                                                                                                   | 79    | Liber de homine | 1300        | Mallorca                     | |
| 95  | 45    | Llibre de Déu                                                                                                   | 80    | Liber de Deo | 1300        | Mallorca                     | |
| 96  | 46    | Aplicació de l'Art general                                                                                      |       | | 1301        | Mallorca                     | |
| 97  | 47    | Proverbis de la Retòrica nova                                                                                   | 81    | Rhetorica nova | 1301        | Xipre                        | En català parcial |
| 98  |       | | 82    | Liber de natura | 1301        | Xipre                        | |
| 99  | 48    | Llibre què deu hom creure de Déu                                                                                |       | | 1302        | Aias                         | |
| 100 | 49    | Mil proverbis                                                                                                   | 83    | Liber de mille proverbiis                                                                                               | 1302        | Alta mar                     | |
| 101 | 50    | Lògica nova | 84    | Lògica nova | 1303        | Gènova                       | |
| 102 |       | | 85    | Disputatio fidei et intellectus                                                                                         | 1303        | Montpeller                   | |
| 103 |       | | 86    | Liber de lumine | 1303        | Montpeller                   | |
| 104 |       | | 87    | Liber de regionibus sanitatis et infirmitatis                                                                           | 1303        | Montpeller                   | |
| 105 |       | | 88    | Ars juris naturalis | 1304        | Montpeller                   | |
| 106 |       | | 89    | Liber de intellectu | 1304        | Montpeller                   | |
| 107 |       | | 90    | Liber de voluntate | 1304        | Montpeller                   | |
| 108 | 51    | Llibre de memoria                                                                                               | 91    | Liber de memoria | 1304        | Montpeller                   | |
| 109 |       | | 92    | Lectura Artis quae intitulatur Brevis practica Tabulae generalis                                                        | 1304        | Gènova                       | |
| 110 |       | | 93    | Liber ad probandum aliquos articulos fidei catholicae per syllogisticas rationes                                        | 1304        | Gènova                       | |
| 111 |       | | 94    | Liber de significatione                                                                                                 | 1304        | Montpeller                   | |
| 112 |       | | 95    | Liber de consilio | 1304        | Montpeller                   | |
| 113 |       | | 96    | Liber de investigatione actuum divinarum rationum                                                                       | 1304        | Montpeller                   | |
| 114 |       | | 97    | Liber de praedestinatione et libero arbitrio                                                                            | 1304        | Montpeller                   | |
| 115 |       | | 98    | Liber de praedicatione                                                                                                  | 1304        | Montpeller                   | |
| 116 |       | | 99    | Liber de ascensu et descensu intellectus                                                                                | 1305        | Montpeller                   | |
| 117 |       | | 100   | Liber de demonstratione per aequiparantiam                                                                              | 1305        | Montpeller                   | |
| 118 |       | Llibre de fine                                                                                                  | 101   | Liber de fine | 1305        | Montpeller                   | |
| 119 |       | | 102   | Liber praedicationis contra judaeos                                                                                     | 1305        | Barcelona                    | |
| 120 |       | | 103   | Liber de Trinitate et Incarnatione                                                                                      | 1305        | Barcelona                    | |
| 121 | 52    | Art breu | 104   | Ars brevis | 1308        | Pisa                         | |
| 122 |       | | 105   | Ars brevis de inventione juris                                                                                          | 1308        | Montpeller                   | |
| 123 |       | | 106   | Liber de venatione substantiae, accidentis et compositi                                                                 | 1308        | Montpeller                   | |
| 124 |       | | 107   | Ars generalis ultima | 1305/8      | Lió i Pisa                   | |
| 125 |       | | 108   | Disputatio Raimundi christiani et Homeri saraceni                                                                       | 1308        | Pisa                         | |
| 126 |       | | 109   | Liber de centum signis Dei                                                                                              | 1308        | Pisa                         | |
| 127 |       | | 110   | Liber clericorum | 1308        | Pisa                         | |
| 128 |       | | 111   | Ars compendiosa Dei | 1308        | Montpeller                   | |
| 129 |       | | 112   | Liber de novis fallaciis                                                                                                | 1308        | Montpeller                   | |
| 130 |       | | 113   | Liber de aequalitate potentiarum animae in beatitudine                                                                  | 1308        | Montpeller                   | |
| 131 |       | | 114   | Liber de investigatione vestigiorum productionis divinarum personarum                                                   | 1308        | Montpeller                   | |
| 132 |       | | 115   | Liber de experientia realitatis Artis ipsius generalis                                                                  | 1308        | Montpeller                   | |
| 133 |       | | 116   | Liber de refugio intellectus                                                                                            | 1308        | Montpeller                   | |
| 134 |       | | 117   | Excusatio Raymundi | 1308-9      | Montpeller (?)               | |
| 135 | 53    | Proverbis d'ensenyament                                                                                         |       | | 1309        |                              | |
| 136 |       | | 118   | Epistola Raymundi ad Regem Aragoniae                                                                                    | 1309        | Montpeller                   | |
| 137 |       | | 119   | De majori agentia Dei                                                                                                   | 1309        | Montpeller                   | |
| 138 |       | | 120   | De convenientia fidei et intellectus in objecto                                                                         | 1309        | Montpeller                   | |
| 139 |       | | 121   | De convenientia duodecim syllogismorum concludentium duos actus finales                                                 | 1309        | Montpeller                   | |
| 140 |       | | 122   | Liber de acquisitione Terrae Sanctae                                                                                    | 1309        | Montpeller                   | |
| 141 |       | | 123   | Liber de exemplo unissimae unitatis et volissimae voluntatis                                                            | 1309        | Montpeller                   | |
| 142 |       | | 124   | Liber de propriis et communibus actibus divinarum rationum                                                              | 1309        | Montpeller                   | |
| 143 |       | | 125   | Liber de esse Dei | 1309        | Montpeller                   | |
| 144 |       | | 126   | Liber de potestate divinarum rationum                                                                                   | 1309        | Montpeller                   | |
| 145 |       | | 127   | Liber de trinitate in unitate permansive in essentia Dei1                                                               | 1309        | Montpeller                   | |
| 146 |       | | 128   | Liber de probatione quod in Deo sunt tres personae divinae et non plures neque pauciores                                | 1309        | Montpeller                   | |
| 147 |       | | 129   | Ars mystica theologiae et philosophiae                                                                                  | 1309        | París                        | |
| 148 |       | | 130   | Liber de perversione entis removenda                                                                                    | 1309        | París                        | |
| 149 |       | | 131   | Metaphysica nova et compendiosa                                                                                         | 1310        | París                        | |
| 150 |       | | 132   | Liber novus physicorum et compendiosus                                                                                  | 1310        | París                        | |
| 151 |       | | 133   | Liber de ente infinito                                                                                                  | 1310        | París                        | |
| 152 |       | | 134   | Liber correlativorum innatorum                                                                                          | 1310        | París                        | |
| 153 |       | | 135   | Liber de praedestinatione et praescientia                                                                               | 1310        | París                        | |
| 154 |       | | 136   | Liber de modo naturali intelligendi                                                                                     | 1310        | París                        | |
| 155 |       | | 137   | Supplicatio Raymundi venerabilibus et sublimis sacratissimae theologiae professoribus ac baccalariis studii Parisiensis | 1310        | París                        | |
| 156 |       | | 138   | De conversione subjecti et praedicati et medii                                                                          | 1310        | París                        | |
| 157 |       | | 139   | Liber reprobationis aliquorum errorum Averrois                                                                          | 1310        | París                        | |
| 158 |       | | 140   | Liber in quo declaratur quod fides sancta catholica est magis probabilis quam improbabilis                              | 1310        | París                        | |
| 159 |       | | 141   | Liber in quo declaratur quod fides sancta catholica est magis probabilis quam improbabilis                              | 1310        | París                        | |
| 160 |       | | 142   | Liber de possibili et impossibili                                                                                       | 1310        | París                        | |
| 161 |       | | 143   | De fallaciis quas non credunt facere aliqui, qui credunt esse philosophantes                                            | 1310        | París                        | |
| 162 |       | | 144   | Disputatio Raymundi et Averroistae                                                                                      | 1310        | París                        | |
| 163 |       | | 145   | Liber natalis pueri parvuli Christi Jesu                                                                                | 1311        | París                        | |
| 164 |       | | 146   | Liber lamentationis Philosophiae                                                                                        | 1311        | París                        | |
| 165 |       | | 147   | Liber contradictionis                                                                                                   | 1311        | París                        | |
| 166 |       | | 148   | Liber de syllogismis contradictoriis                                                                                    | 1311        | París                        | |
| 167 |       | | 149   | Liber de divina unitate et pluralitate                                                                                  | 1311        | París                        | |
| 168 |       | | 150   | Sermones contra errores Averrois                                                                                        | 1311        | París                        | |
| 169 |       | | 151   | Liber de efficiente et effectu                                                                                          | 1311        | París                        | |
| 170 |       | | 152   | Liber facilis scientiae                                                                                                 | 1311        | París                        | |
| 171 |       | | 153   | Liber de Deo ignoto et de mundo ignoto                                                                                  | 1311        | París                        | |
| 172 |       | | 154   | Liber de forma Dei | 1311        | París                        | |
| 173 |       | | 155   | Liber de divina existentia et agentia                                                                                   | 1311        | París                        | |
| 174 |       | | 156   | Liber de quaestione valde alta et profunda                                                                              | 1311        | París                        | |
| 175 |       | | 157   | Liber de ente quod simpliciter est per se et propter se existens et agens                                               | 1311        | París                        | |
| 176 | 54    | Vida de mestre Ramon, Vida coetània                                                                             | 158   | Vita magistri Raymundi, Vita coaetanea                                                                                  | 1311        | París                        | Es considera una obra que fou dictada per Llull.                                                                                              |
| 177 | 55    | Del concili |       | | 1311        | París i Viena del Delfinat   | |
| 178 |       | Llibre de la disputa de Pere i de Ramon, el Fantàstic.                                                          | 159   | Liber disputationis Petri et Raimundi                                                                                   | 1311        | París i Viena del Delfinat   | |
| 179 |       | | 160   | Liber de ente reali et rationis                                                                                         | 1311        | Viena del Delfinat           | |
| 180 |       | | 161   | Liber de divina habentia                                                                                                | 1312        | Viena del Delfinat           | |
| 181 |       | | 162   | Liber de ente simpliciter absoluto                                                                                      | 1312        | Viena del Delfinat           | |
| 182 |       | | 163   | Liber de locutione angelorum                                                                                            | 1312        | Montpeller                   | |
| 183 |       | | 164   | Liber de participatione christianorum et saracenorum                                                                    | 1312        | Mallorca                     | |
| 184 |       | | 165   | Liber differentiae correlativorum divinarum dignitatum                                                                  | 1312        | Mallorca                     | |
| 185 |       | | 166   | Liber de quinque principiis                                                                                             | 1312        | Mallorca                     | |
| 186 |       | | 167   | Liber de novo modo demonstrandi                                                                                         | 1312        | Mallorca                     | |
| 187 |       | | 168   | Liber qui continet confessionem                                                                                         | 1312        | Mallorca                     | |
| 188 |       | | 169   | Liber de secretis sacratissimae Trinitatis et Incarnationis                                                             | 1312        | Mallorca                     | |
| 189 |       | | 170   | Liber de sermonibus factis de decem praeceptis                                                                          | 1312        | Mallorca                     | |
| 190 |       | | 171   | Liber de septem sacramentis sanctae Ecclesiae                                                                           | 1312        | Mallorca                     | |
| 191 |       | | 172   | Liber de Pater noster                                                                                                   | 1312        | Mallorca                     | |
| 192 |       | | 173   | Liber de Ave Maria | 1312        | Mallorca                     | |
| 193 | 56    | Llibre de virtuts e pecats                                                                                      | 174   | Liber de virtutibus et peccatis sive Ars major praedicationis                                                           | 1313        | Mallorca                     | |
| 194 |       | | 175   | Liber de septem donis Spiritus sancti                                                                                   | 1313        | Mallorca                     | |
| 195 |       | | 176   | De operibus misericordiae sermones                                                                                      | 1313        | Mallorca                     | |
| 196 | 57    | Art abreujada de preïcació                                                                                      | 177   | Ars abbreviata praedicandi                                                                                              | 1313        | Mallorca                     | |
| 197 |       | | 178   | Liber per quem poterit cognosci quae lex sit magis bona, magis magna et etiam magis vera                                | 1313        | Mallorca                     | |
| 198 |       | | 179   | De virtute veniali et vitali et de peccatis venialibus et mortalibus                                                    | 1313        | Mallorca                     | |
| 199 |       | | 180   | Testamentum Raymundi Lulli                                                                                              | 1313        | Mallorca                     | Testament |
| 200 |       | | 181   | Liber de compendiosa contemplatione                                                                                     | 1313        | Messina                      | |
| 201 | 58    | Llibre de consolació d'ermità                                                                                   | 182   | Liber de consolatione eremitarum                                                                                        | 1313        | Messina                      | |
| 202 |       | | 183   | Liber de definitionibus Dei                                                                                             | 1313        | Messina                      | |
| 203 |       | | 184   | Liber de accidente et substantia                                                                                        | 1313        | Messina                      | |
| 204 |       | | 185   | Liber de ente absoluto                                                                                                  | 1313        | Messina                      | |
| 205 |       | | 186   | Liber de actu majori | 1313        | Messina                      | |
| 206 |       | | 187   | Liber de divinis dignitatibus infinitis et benedictis                                                                   | 1313        | Messina                      | |
| 207 |       | | 188   | Liber propter bene intelligere, diligere et possificare                                                                 | 1313        | Messina                      | |
| 208 |       | | 189   | Liber de medio naturali                                                                                                 | 1313        | Messina                      | |
| 209 |       | | 190   | Liber de scientia perfecta                                                                                              | 1313        | Messina                      | |
| 210 |       | | 191   | Liber de infinita et ordinata potestate                                                                                 | 1313        | Messina                      | |
| 211 |       | | 192   | Liber de minori loco ad majorem                                                                                         | 1313        | Messina                      | |
| 212 |       | | 193   | Liber de infinito esse                                                                                                  | 1313        | Messina                      | |
| 213 |       | | 194   | Liber de Trinitate trinitissima                                                                                         | 1313        | Messina                      | |
| 214 |       | | 195   | Liber de sanctitate Dei                                                                                                 | 1313        | Messina                      | |
| 215 |       | | 196   | Liber de divina unitate                                                                                                 | 1313        | Messina                      | |
| 216 |       | | 197   | Liber de inventione Dei                                                                                                 | 1313        | Messina                      | |
| 217 |       | | 198   | Liber de quinque praedicabilibus et decem praedicamentis                                                                | 1313        | Messina                      | |
| 218 |       | | 199   | Liber de divina natura                                                                                                  | 1313        | Messina                      | |
| 219 |       | | 200   | Liber de essentia et esse Dei                                                                                           | 1313        | Messina                      | |
| 220 |       | | 201   | Liber de creatione | 1313        | Messina                      | |
| 221 |       | | 202   | Liber de concordantia et contrarietate                                                                                  | 1313        | Messina                      | |
| 222 |       | | 203   | Liber de potestate pura                                                                                                 | 1314        | Messina                      | |
| 223 |       | | 204   | Liber de intelligere Dei                                                                                                | 1314        | Messina                      | |
| 224 |       | | 205   | Liber de divina voluntate infinita et ordinata                                                                          | 1314        | Messina                      | |
| 225 |       | | 206   | Liber de Deo majore et Deo minore                                                                                       | 1314        | Messina                      | |
| 226 |       | | 207   | Liber de affirmatione et negatione                                                                                      | 1314        | Messina                      | |
| 227 |       | | 208   | Liber de affirmatione et negatione                                                                                      | 1314        | Messina                      | |
| 228 |       | | 209   | Liber de fine et majoritate                                                                                             | 1314        | Messina                      | |
| 229 |       | | 210   | Liber de vita divina | 1314        | Messina                      | |
| 230 |       | | 211   | Liber de perfecto esse                                                                                                  | 1314        | Messina                      | |
| 231 |       | | 212   | Liber de objecto finito et infinito                                                                                     | 1314        | Messina                      | |
| 232 |       | | 213   | Liber de memoria Dei | 1314        | Messina                      | |
| 233 |       | | 214   | Liber de multiplicatione quae fit in essentia Dei per divinam trinitatem                                                | 1314        | Messina                      | |
| 234 |       | | 215   | Liber de perseitate Dei                                                                                                 | 1314        | Messina                      | |
| 235 |       | | 216   | De ostensione per quam fides catholica est probabilis atque demonstrabilis                                              | 1313/4      | Messina                      | |
| 236 |       | Llibre de la ciutat del món                                                                                     | 217   | Liber de civitate mundi                                                                                                 | 1314        | Messina                      | |
| 237 |       | | 218   | De sapientia Dei absoluta et ordinata                                                                                   | 1313-4      | Messina                      | Perduda |
| 238 |       | | 219   | Ars consilii | 1315        | Tunis                        | |
| 239 |       | | 220   | Liber de Deo et suis propriis qualitatibus infinitis                                                                    | 1315        | Tunis                        | |
| 240 |       | | 221   | Liber de inventione majore                                                                                              | 1315        | Tunis                        | |
| 241 |       | | 222   | Liber de agentia majore                                                                                                 | 1315        | Tunis                        | |
| 242 |       | | 223   | Liber de bono et malo                                                                                                   | 1315        | Tunis                        | |
| 243 |       | | 224   | Liber de majori fine intellectus, amoris et honoris                                                                     | 1315        | Tunis                        | |
| 244 |       | | 225   | Liber de Deo et de mundo                                                                                                | 1315        | Tunis                        | |
| 245 |       | | 226   | Epistola Raymundi ad regem Aragoniae                                                                                    | 1314        | Tunis                        | Perduda |
| 246 |       | | 227   | Opuscula tuniciana deperdita                                                                                            | 1314-5      | Tunis                        | Perduda |
| 247 |       | | 228   | Liber de unitate majore                                                                                                 | 1314-5      | Tunis                        | Perduda |
| 248 |       | | 229   | Liber de essentia majori                                                                                                | 1314-5      | Tunis                        | Perduda |
| 249 |       | | 230   | Liber de pertinentia majori                                                                                             | 1314-5      | Tunis                        | Perduda |
| 250 |       | | 231   | Liber de objectatione majori                                                                                            | 1314-5      | Tunis                        | Perduda |
| 251 |       | | 232   | Epistola Raymundi ad regem Aragoniae                                                                                    | 1315        | Tunis                        | Perduda |
| 252 | 59    | Carta als jueus de Barcelona                                                                                    |       | |             |                              | Perduda |
| 253 |       | | 233   | Ars navigandi |             |                              | Perduda (?) |
| 254 |       | | 234   | Liber de proprietatibus Dei                                                                                             |             |                              | Perduda (?) |
| 255 |       | | 235   | Liber de beatitudine |             |                              | Perduda (?) |
| 256 |       | | 236   | Liber de divina et individua majestate                                                                                  |             |                              | Perduda (?) |